# Bermudy na Letnich Igrzyskach Olimpijskich 1964
Bermudy na Letnich Igrzyskach Olimpijskich 1964 reprezentowało 4 zawodników, byli to sami mężczyźni.

## Skład reprezentacji

### Żeglarstwo
- Jay Hooper
  - Klasa Star - 20. miejsce

- Penny Simmons, Kirk Cooper i Conrad Soares
  - Klasa Dragon - 5. miejsce